# Joe Coffey
Joseph Coffey (nacido el 22 de mayo de 1988) es un luchador profesional escocés actualmente firmado a la WWE, actuando en su marca de desarrollo NXT. Coffey lucha para numerosas promociones en el circuito de lucha independiente británico, incluyendo Insane Championship Wrestling, donde fue 2 veces Campeón Mundial de Peso Pesado de ICW y actual Campeonato ICW Zero-G en su primer reinado. Coffey también compitió anteriormente en Japón por Pro Wrestling ZERO1, donde se convirtió en el primer luchador escocés en presentarse en el Korakuen Hall. El hermano menor de Coffey, Mark, también es un luchador profesional y la pareja suele juntar al equipo como "The Coffey Brothers".

## Carrera profesional de lucha libre

### Insane Championship Wrestling (2011–2018)
El 6 de febrero de 2011, Coffey hizo su debut en Insane Championship Wrestling (ICW) en The Notorious ICW, en una lucha donde se unió a Vinnie James en una derrota ante The Bucky Boys (Davey Blaze y Stevie Xavier). El 3 de abril, en Nightmare on Renfrew Street, Coffey no tuvo éxito en ganar el Campeonato Cero-G de ICW en un partido de Campeonato de Seis Vías ganado por Noam Dar. El 6 de mayo de 2012 en Up In Smoke! Coffey se unió a su hermano Mark Coffey para derrotar a Andy Wild y Noam Dar en el partido de la primera ronda del torneo de campeonato de la ICW Tag Team. El 1 de julio en Insane In The Membrane, los Coffey Brothers fueron derrotados en la semifinal del torneo.
El 31 de julio de 2016, Coffey derrotó a Big Damo para ganar el Campeonato Mundial Pesado ICW, solo para Wolfgang para cobrar su contrato Square Go para ganar el título. El 16 de abril de 2017 en BarraMania 3, Coffey derrotó a Trent Seven para convertirse en el campeón Mundial de Peso Pesado de la ICW por segunda vez. Después de la lucha, se alineó con Red Lightning después de atacar a Mark Dallas, convirtiendo el talón en el proceso. En Shug's Hoose Party 4, retuvo el título ante Jack Jester en un combate de jaula de acero. Coffey tendría una serie de exitosas defensas de título del Campeonato en los próximos meses contra Jack Jester, Pete Dunne, Kassius Ohno de NXT y otros. En Fear and Loathing X en el SSE Hydro, frente a la mayor multitud de ICW hasta la fecha, Joe perdió el Campeonato Mundial Pesado ICW contra BT Gunn en su segundo evento principal consecutivo de ese evento. Al día siguiente a través de Twitter, Joe anunció su salida de ICW después de 6 años
El 29 de abril de 2018 en Barramania 4, Joe regresó a la compañía y retó al hermano Mark a un partido del Campeonato ICW Zero-G en Shugs Hoose Party 5, que luego fue reprogramado para Fear and Loathing XI debido a un choque con las grabaciones de WWE NXT en el Reino Unido. En Fear and Loathing XI, derrotó a Mark para ganar el Campeonato.

### What Culture Pro Wrestling / Defiant Wrestling  (2016–2018)
En el primer episodio de What Culture Pro Wrestling (WCPW), Coffey derrotó al Príncipe Ameen. El episodio del 9 de noviembre, Coffey se unió a su hermano Mark Coffey para derrotar a Gabriel Kidd y al Príncipe Ameen en la primera ronda del torneo WCPW Tag Team Championship. Los Coffey Brothers también derrotaron a Pete Dunne y Travis Banks en el partido de la segunda ronda, pero fueron derrotados el 30 de noviembre en Delete WCPW por Johnny Moss y Liam Slater en la ronda final del torneo.
En WCPW Loaded # 24, Coffey y Travis Banks ayudaron a Joe Hendry a derrotar a Alberto El Patrón. En Exit Wounds, se reveló que Coffey, Banks, Hendry y BT Gunn habían formado un establo llamado The Prestige. En la WCPW Pro Wrestling World Cup en la Clasificación de Escocia, Coffey derrotó a Liam Thomson en la primera ronda de Kenny Williams en la ronda final del torneo de clasificación. En la Copa del Mundo de lucha libre, perdió ante el regreso de Joseph Conners en la primera ronda.

### WWE (2018 – 2025)
El 16 de mayo de 2018 se reveló que Coffey sería uno de los 16 hombres que compiten en un torneo de una noche para enfrentar a Pete Dunne en el Campeonato del Reino Unido de WWE. Derrotaría a Tucker y Dave Mastiff en la primera y segunda ronda, respectivamente, antes de perder ante Travis Banks en las semifinales.
Coffey luego se convertiría en el pilar de NXT UK, acompañado por su hermano en un esfuerzo ganador en la primera lucha televisada en NXT UK y más tarde formando el stable Gallus con su hermano y Wolfgang para pelearse con British Strong Style. Coffey lucho contra Pete Dunne en el Main Event del primer NXT UK TakeOver: Blackpool el 12 de enero de 2019 por el Campeonato del Reino Unido de WWE, pero no logró capturar el título. Después de la lucha, fue atacado por el debutante WALTER.
El 30 de junio de 2020, lo suspendieron por el movimiento #SpeakingOut.
Coffey hizo su regreso en el NXT UK del 5 de noviembre, donde junto a Mark Coffey & Wolfgang derrotaron a  Pretty Deadly (Lewis Howley & Sam Stoker) & Sam Gradwell,
 en NXT UK del 19 de noviembre, derrotó a Sam Gradwell.
Comenzando el 2021, en NXT UK emitido el 14 de enero, derrotó a Ed Harvey, en NXT UK emitido el 4 de febrero, derrotó a Danny Jones. semanas después empezó un breve feudo contra Rampage Brown y en el NXT UK emitido el 18 de febrero, fue derrotado por Rampage Brown, después del combate se dieron la mano en señal de respeto.

## Campeonatos y logros
- Discovery Wrestling
  - Discovery Wrestling Y Division Championship (1 vez)[8]

- Insane Championship Wrestling
  - ICW World Heavyweight Championship (2 veces)[9]
  - ICW Zero-G Championship (1 vez)[10]
  - ICW "Iron Man" (2014, 2015)
  - Luchador del año Award (2014, 2016)[11]
  - Male Wrestler of the Bammy Year Award (2015)
  - Square Go! (2017)[12]

- Pro Wrestling Elite
  - Elite Rumble (2017)[13]

- Scottish Wrestling Alliance
  - NWA Scottish Heavyweight Championship|Scottish Heavyweight Championship (2 veces)[14]
  - SWA Laird of the Ring Championship (2 veces)[14]
  - Battlezone Rumble (2014, 2015, 2016)

- Target Wrestling
  - Target Wrestling Championship (1 vez)[14]

- World Wide Wrestling League
  - W3L Tag Team Championship (1 vez) - con Mark Coffey[14]

- WrestleZone
  - WrestleZone Undisputed Championship (1 vez)[14]